# Quokka
Setonix brachyurus
Genre
Espèce
Statut de conservation UICN

 VU B1ab(ii,iii) : Vulnérable
Le quokka (Setonix brachyurus) est un petit marsupial de la famille des macropodidés. Seul membre du genre Setonix, son nom est un dérivé du mot nyungar gwaga. Il se trouve en Australie-Occidentale.

## Caractéristiques

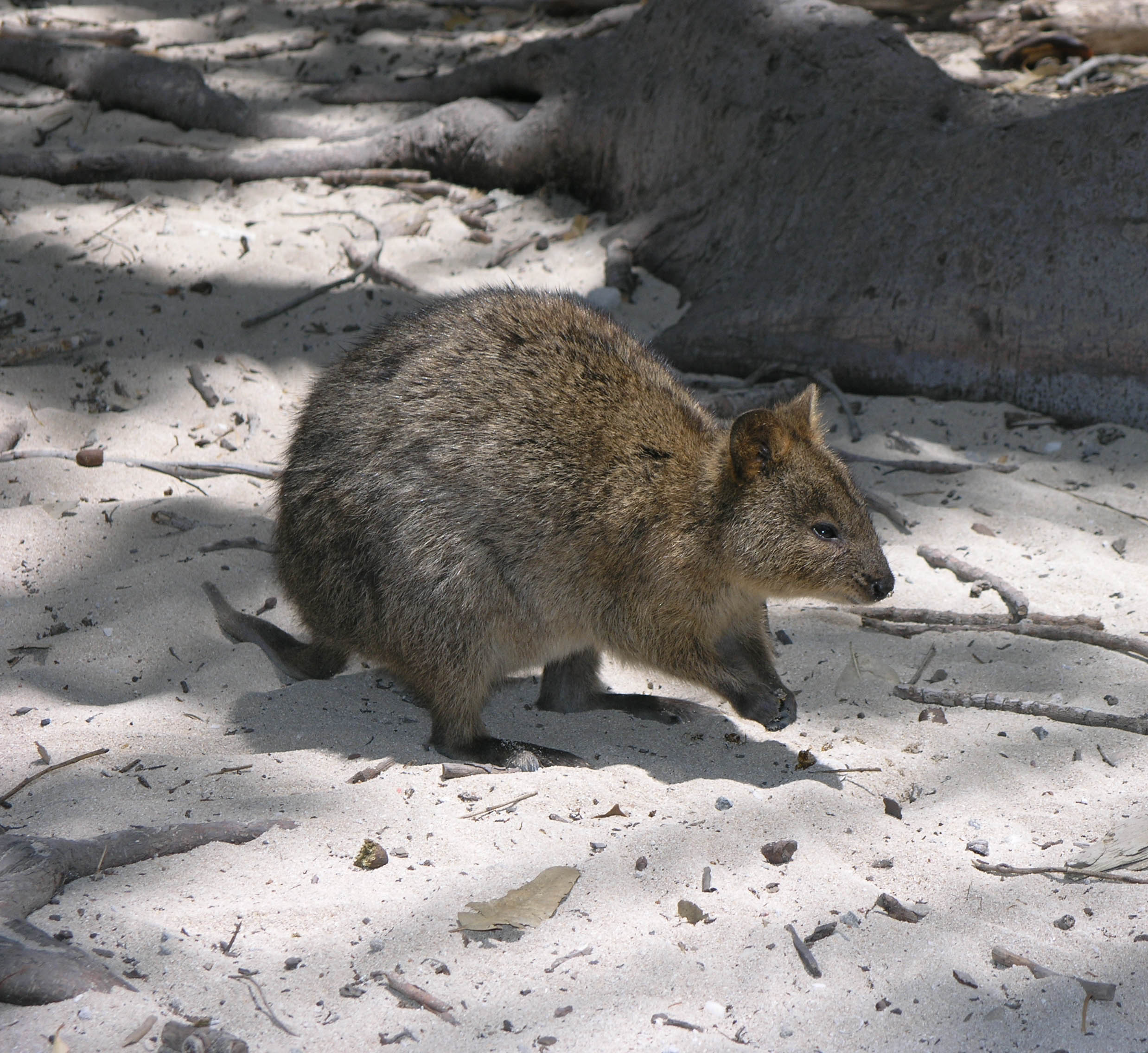
Un quokka sur Rottnest Island.

Le quokka pèse de 2,5 à 5 kg et mesure de 40 à 54 cm de long, avec une queue relativement courte pour un marsupial, d’une longueur de 25 à 30 cm. Sa fourrure, au poil grossier, est d'un brun gris sur le dos virant au chamois sous le ventre. C'est un animal trapu, avec des oreilles rondes et une tête courte et large. Sa durée de vie est de 5 à 10 ans.
Il est l'un des rares marsupiaux à posséder, comme les primates, une vision trichromatique.
En termes d'image populaire, le quokka est présenté comme un animal « heureux » du fait de sa physionomie évoquant un sourire permanent.

## Écologie et comportement
Il se déplace soit en sautant sur ses pattes arrière, soit en marchant sur ses quatre membres étant donné que ses pattes arrière sont moins puissantes que celles des autres marsupiaux. Il peut grimper dans les petits arbres et les arbustes jusqu'à 1,5 mètre. Il vit en groupe d'une centaine d'individus et est essentiellement nocturne. Ces animaux sociables et curieux n'hésitent pas à approcher les humains.

### Alimentation
Le quokka est un animal herbivore : il se nourrit de plantes, de fruits, de légumes, de racines, d'insectes, de feuilles, mais également de graminées et de racines qu'il peut déterrer avec ses griffes. Alors qu'il est un animal plutôt terrestre, le quokka peut également grimper aux arbres pour atteindre sa nourriture. Le quokka a besoin d'une grande quantité d'eau, mais comble l'essentiel de ses besoins par son alimentation, son habitat pouvant en manquer. Une étude révèle que Guichenotia ledifolia, une petite espèce d'arbuste de la famille des Malvaceae, est l'un des aliments préférés des quokkas.
Il est interdit de nourrir les quokkas sur l'île de Rottnest, car la nourriture destinée aux humains peut provoquer la déshydratation et la malnutrition, qui nuisent à la santé du quokka. Malgré le manque relatif d'eau douce sur l'île Rottnest, les quokkas ont des besoins en eau élevés, qu'ils satisfont principalement en mangeant la végétation. Sur le continent, les quokkas ne vivent que dans des régions qui reçoivent 600 mm ou plus de pluie par an.

### Mode de vie
C'est un animal nocturne qui sort à la tombée de la nuit de son abri dans les broussailles où il a passé la journée à dormir. Il se regroupe en bandes de plus de cent individus pour se nourrir. Il retournera dans son abri au lever du jour. Il vit dans les zones à habitation dense.
Les renards, les dingos et les chats sont ses principaux prédateurs. Les plantes épineuses d'Acanthocarpus sont leur abri de jour préféré pour dormir. En effet, ils sont très difficilement accessibles pour les humains et les autres animaux.

### Interaction humaine
Les quokkas ont très peu peur des humains, en particulier sur l'île Rottnest. Chaque année, on compte quelques dizaines de cas de quokkas mordant des personnes, souvent des enfants. Il existe certaines restrictions concernant l'alimentation. Il est illégal de les manipuler de quelque manière que ce soit, et l'alimentation, en particulier la nourriture humaine, est interdite, car ils peuvent facilement tomber malades. L'amende peut s'élever jusqu'à 300 dollars australiens pour cette infraction. La peine maximale pour cruauté envers les animaux est de 50 000 dollars australiens d'amende et cinq ans de prison[réf. nécessaire].
Les quokkas peuvent aussi être observés dans plusieurs zoos et parcs animaliers en Australie. L'interaction physique n'est pas autorisée en l'absence de permission spéciale. Une étude indique que moins d'animaux restaient visibles depuis les sentiers des visiteurs lorsque l'enceinte était un environnement ouvert ou traversant. Cela peut être dû au fait que les quokkas acquièrent un comportement d'évitement des visiteurs, ce que les auteurs proposent a des implications pour la gestion du stress dans leur exposition au public.

### Reproduction
Les accouplements ont lieu en hiver et la gestation dure 28 jours. Les quokkas peuvent se reproduire dès l'âge de 18 mois et donner naissance à des petits deux fois dans l'année. À sa naissance, le petit rampe jusqu’à la poche marsupiale, où il s’accroche à une tétine. Il commence à quitter la poche marsupiale à l’âge de 6 mois mais il s’y réfugie encore jusqu’à 10 mois. Le lait maternel reste son apport nutritif jusqu'à ses 8 mois. Ensuite, il suivra sa mère dans l'apprentissage des bons et mauvais aliments qu'il peut trouver dans son environnement. Les femelles peuvent mettre bas jusqu'à deux fois par an et donner naissance à jusqu'à 17 quokkas dans leur vie. Lorsqu'une femelle quokka portant un bébé dans sa poche est poursuivie par un prédateur, elle laisse tomber sur le sol son bébé, dont les sifflements attirent l'attention du prédateur pendant que la mère s'échappe.

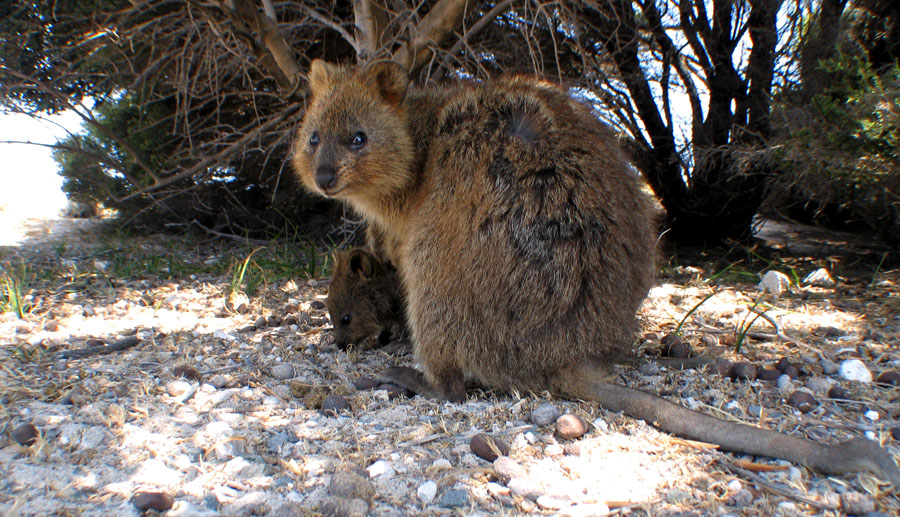
Quokka avec son petit.
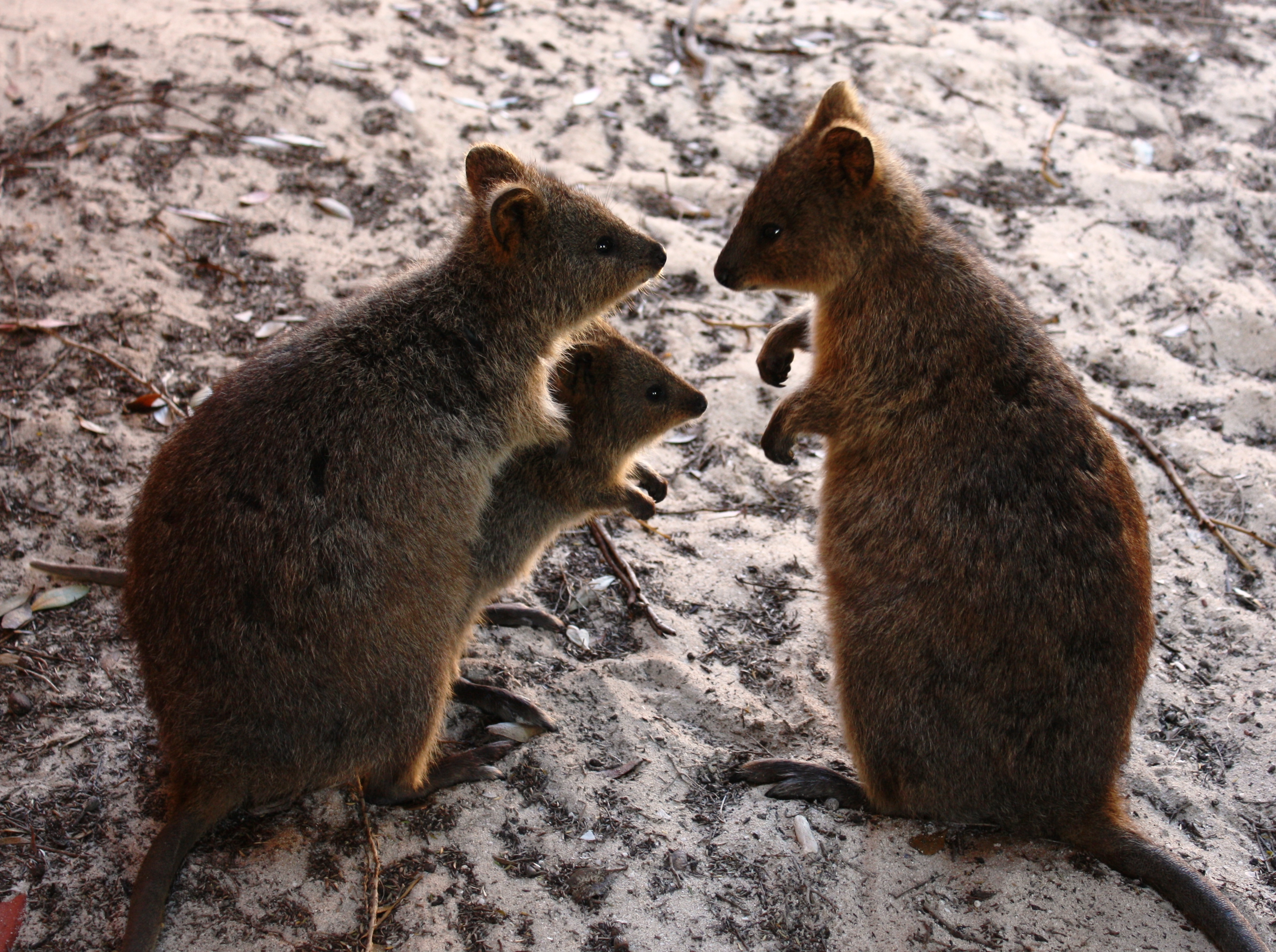
Famille de quokkas.
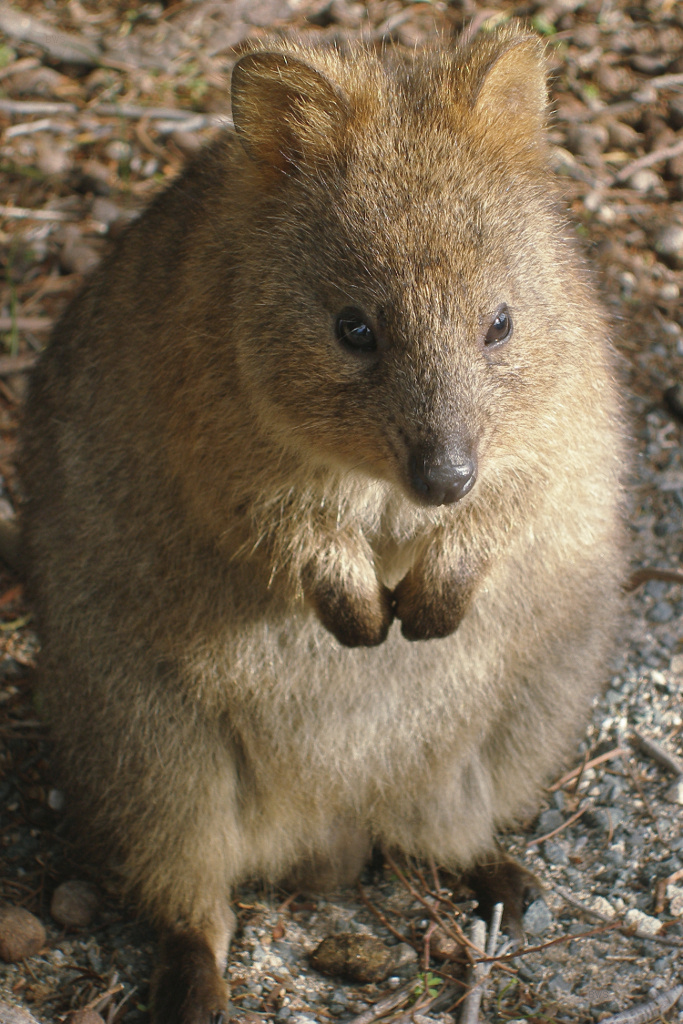
Gros plan d'un quokka.

## Habitat et répartition

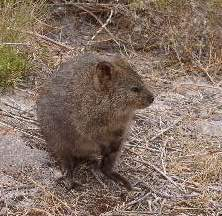
Un quokka.

Il vit uniquement dans l’État d’Australie-Occidentale, principalement sur deux îles où les Européens n'ont pas introduit de prédateurs : l’île de Rottnest près de Perth et l'île de Bald, près d'Albany. On le trouve aussi dans les environs de Perth, sur le continent. Il vit principalement en groupe dans les zones herbeuses et les fourrés marécageux. Une petite colonie existe à la limite orientale de leur aire de répartition dans une zone protégée de la réserve naturelle de Two Peoples Bay (en), où ils vivent avec le potoroo de Gilbert, en danger critique d'extinction.
Environ 10 000 quokkas vivent sur l'île de Rottnest, contre seulement 4 000 sur le continent australien. Un groupe de plus de 700 se trouve dans la forêt sud entre Nannup et Denmark.
Au moment de la colonisation, le quokka était très présent en Australie, distribué sur une superficie d'environ 41 200 km2 du Sud-Ouest de l'Australie-Occidentale, y compris les deux îles au large, Bald et Rottnest. En 1992, à la suite de déclins importants de la population au XXe siècle, la répartition du quokka sur le continent avait été réduite de plus de 50 % pour s'établir à environ 17 800 km2.
En 2015, un feu de brousse près de Northcliffe (en) a presque éradiqué l'une des populations du continent, avec une mortalité d'environ 90 % parmi les 500 quokkas locaux[réf. nécessaire].

## Menaces et conservation
Puisque beaucoup d'espèces invasives ont rejoint le territoire australien, la population du quokka est en baisse. En 2008, il est ainsi classé parmi les espèces animales dites « vulnérables » dans la liste rouge de l'UICN en raison de la forte diminution de sa population à la suite de l'introduction de prédateurs non naturels comme le renard ou le chat sauvage.
Le pays interdit ainsi sa possession comme animal domestique de compagnie. Il s'agit d'une espèce protégée. Sa présence limitée fait du quokka l'un des marsupiaux les plus préservés.
L'exploitation à ciel ouvert, le développement agricole, le défrichement, le brûlage des marécages restants et l'expansion des logements ont réduit l'habitat des quokkas, contribuant au déclin de l'espèce. Bien qu'ils s'accouplent constamment, généralement un jour après la naissance des jeunes, la petite taille de la portée, ainsi que l'espace restreint et les prédateurs menaçants, contribuent à la rareté de l'espèce sur le continent.